# 發展人類學
發展人類學 （英語：development anthropology）是將人類學觀點應用於這個跨學科的發展研究分支。發展人類學將國際發展與國際援助視為主要研究課題。在這個人類學分支學科，發展這個術語係指由不同行動者自發產生的社會行動，這些行動者包括機構、企業、組織、國家與獨立志工，他們試圖改善在世界某些特定地方的經濟、技術、政治或（與）社會生活，特別是在發展中國家。
對發展人類學而言，發展既不是一個目標、一個理想，也不是一場失敗。發展是一個研究課題（某位讀者注：許多發展人類學家可能會反駁這個說法，而清楚表示他們一面提出批評，一面對發展提出貢獻；然而有一些理論家清楚劃分了「人類學的發展研究」'anthropology of development' (其中發展是研究課題) 與「發展人類學」'development anthropology' (做為一種應用實踐)，這種區分逐漸被視為是陳腐的想法(參閱 Escobar, 1997, in Edelman and Haugerud, 2005:40)）。在這個領域的研究中，人類學家可以描述、分析與理解在某個特定地方所採取與發生的各種發展行動。所要檢視的是這些行動對於地方人群、自然環境、社會生活與經濟生活的影響。

## 發展評論
大多數的發展人類學家嚴厲批判從1960年代以來的發展工作。他們指責不同的機構，只考慮當地人群生活的一小部份，而未分析更大的後果。再者，在人類學之中，國際發展往往被視為殖民主義時代或後殖民主義的延伸。某些學者，例如艾斯科巴（Arturo Escobar）甚至將國際發展視為西方用來維持對前殖民地資源控制的手段。事實上在1945到1960年間，前殖民地正在歷經解除殖民時代，而且發展計劃有助於維持第三世界對於舊有宗主國的依賴。這個觀點受到依賴理論大力支持。大抵上，發展計劃被視為一種現代化與根絕原住民文化的工作。許多人類學家也指出，有一些發展工作往往試圖進行不具政治色彩的變革，這是藉由將焦點放在工具性的協助（像是興建學校），而不是放在導致這項發展失敗的各種客觀條件，也不是放在這個學校可能教導（或不教導）的內容。就這個意義而言，將各國推動的國際發展工作認定為幫手的這個說法，只指出了症狀，卻沒有指出原因。

## 將人類學應用於發展
在另一方面，某些人類學家直接對發展計劃這個領域提出貢獻。他們將自己對於發展的觀點投入實際運用當中。這個方法有別於在某些領域的經濟學家。經濟學家檢視總體的數據，例如國民生產毛額與國民平均所得，以及一個社會中所得分配與平等狀態的數據。人類學可提供一個更細膩的關於這些數據背後的質性資料分析，例如涉及發展計劃的這些社會群體的性質，以及所得分配狀態的社會意義。因此，發展人類學家往往處理的是，評估某些重要的發展質性面向，這時常被經濟研究取向所忽略。
當代發展人類學有兩個原則：一是社區營造，需特別注意贈送人與受益人間的權力關係；另一是永續發展。這幾年更提倡技術援助，強調「給他魚吃不如教他怎麼釣魚」。發展人類學如同其他應用人類學領域，應注意倫理的正當性、以及如何化解政治議程和不平衡權力關係結構的干預，提出主張以保護受益人的權利、追求人類與自然的永續發展。

## 內部連結
- 應用人類學（Applied anthropology）
- 發展援助（Development aid）
- 發展評論（Development criticism）
- 發展研究（Development studies）
- 國際發展（International development）
- 後殖民主義（Post-colonialism）

## 引用文獻
1. ↑  Arturo Escobar, 1995, Encountering Development, the making and unmaking of the Third World, Princeton: Princeton University Press, p.34.

```
   2.
http://blog.gia.ncnu.edu.tw/index.php?op=ViewArticle&articleId=1544&blogId=261
```

## 進階閱讀
- Arturo Escobar, 1995, Encountering Development, the making and unmaking of the Third World, Princeton: Princeton University Press.
- Gardner, Katy et David Lewis, 1996, Anthropology, Development and the Post-Modern Challenge. Chicago, IL: Pluto Press.
- Isbister, John, 1998, Promise Not Kept: The Betrayal of Social Change in the third World. Fourth Edition. West Hartford, CT: Kumarian Press.
- Olivier de Sardan J.-P. 1995, Anthropologie et développement : essai en socio-anthropologie du changement social. Paris, Karthala.
- Schuurman, F.J., 1993, Beyond the Impasse. New Direction in Development Theory. Zed Books, London.